# دانشگاه پاپی
دانشگاه پاپی یک دانشگاه کلیسایی است که مستقیماً توسط سریر مقدس تأسیس و تأیید شده‌است و از سه دانشکده اصلی (الهیات، فلسفه و حقوق متعارف) و حداقل یک دانشکده دیگر تشکیل شده‌است. در مقایسه با دانشگاه‌های سکولار، که مؤسسات آکادمیک برای مطالعه و تدریس طیف وسیعی از رشته‌ها هستند، دانشگاه‌های کلیسایی یا پاپی «معمولاً از سه دانشکده اصلی الهیات، فلسفه، و حقوق شرعی و حداقل یک دانشکده دیگر تشکیل شده‌اند.

## لیست دانشگاه‌های پاپی
آرژانتین
- دانشگاه پاپی کاتولیک آرژانتین، بوئنوس آیرس

اتریش
- مؤسسه بین‌المللی الهیات، Schloss Trumau
- آتنیوم پاپی، صومعه هایلیگنکروز، هایلیگنکروز

بلژیک
- دانشگاه کاتولیک لون، Leuvenلوون
- دانشگاه کاتولیک لوون، لوون لنوو

بولیوی
- دانشگاه بزرگ سلطنتی و پاپی سنت فرانسیس خاویر در چوکیساکا

برزیل
- دانشگاه کاتولیک پاپی کامپیناس، کامپیناس
- دانشگاه کاتولیک پاپی گویاس، گویانیا
- دانشگاه کاتولیک پاپی میناس گرایس، بلو هوریزونته
- دانشگاه پاپی کاتولیک سائوپائولو، سائوپائولو
- دانشگاه پاپی کاتولیک پارانا، کوریتیبا
- دانشگاه پاپی کاتولیک ریودوژانیرو، ریودوژانیرو[۴]
- دانشگاه کاتولیک پاپی ریو گراند دو سول، پورتو آلگره

کانادا
- کالج دانشگاه دومینیکن، اتاوا
- موسسه پاپی مطالعات قرون وسطی، تورنتو
- کالج رجیس، تورنتو
- دانشگاه سنت پل، اتاوا

شیلی
- دانشگاه پاپی کاتولیک شیلی، سانتیاگو
- دانشگاه کاتولیک پاپی والپارایسو، والپارایسو

کلمبیا
- دانشگاه پاپی بولیوار، مدلین
- دانشگاه پاپی خاویریان، بوگوتا

جمهوری دومینیکن
- Pontificia Universidad Católica Madre y Maestra، سانتو دومینگو، سانتیاگو د لوس کاباللروس، و پورتو پلاتا.

اکوادور
- دانشگاه کاتولیک پاپی اکوادور، کیتو

فرانسه
- انستیتو کاتولیک پاریس، پاریس
- موسسه کاتولیک تولوز، تولوز

آلمان
- دانشگاه کاتولیک Eichstätt-Ingolstadt
- دانشگاه فلسفه مونیخ، مونیخ

گواتمالا
- دانشگاه سن کارلوس گواتمالا، شهر گواتمالا

هندوستان
- مدرسه علمیه پاپی سنت پیتر، بنگلور

ایرلند
- کالج سنت پاتریک، مینوث، مینوث؛ منشور دانشگاه پاپی 1896[۵]

ایتالیا
- آتنیوم پاپی سنت آنسلم (Anselmianum)، رم
- آتنیوم پاپی ملکه رسولان (رجینا آپوستولوروم)، رم
- دانشگاه پاپی گریگوریان (گرگوریانا)، رم
- دانشگاه پاپی لاتران (Lateranensis)، رم
- دانشگاه پاپی صلیب مقدس (سانتا کروچه)، رم
- دانشگاه پاپی سنت آنتونی (Antonianum)، رم
- دانشگاه پاپی سنت توماس آکویناس (Angelicum)، رم
- دانشگاه پاپی اوربانیانا (Urbaniana)، رم
- دانشگاه پاپی Salesian (Salesiana)، رم

ساحل عاج
- Université Catholique de l'Afrique de l'Ouest، ابیجان

ژاپن
- دانشگاه سوفیا (جوچی)، توکیو

کنیا
- دانشگاه کاتولیک آفریقای شرقی، نایروبی

کشور کره
- دانشگاه سوگانگ، سئول

لبنان
- دانشگاه روح القدس کسلیک، کسلیک
- دانشگاه سنت جوزف، بیروت

مکزیک
- دانشگاه پاپی مکزیک، مکزیکو سیتی
- دانشگاه سلطنتی و پاپی مکزیک

پاناما
- دانشگاه کاتولیکا سانتا ماریا لا آنتیگوا، شهر پاناما

پاراگوئه
- دانشگاه کاتولیکا، آسونسیون

پرو
- دانشگاه سلطنتی و پاپی سن مارکوس (UNMSM)
- دانشگاه پاپی کاتولیک پرو، لیما

فیلیپین
- دانشگاه پاپی و سلطنتی سانتو توماس، مانیل

لهستان
- دانشگاه پاپی جان پل دوم، کراکوف

کشور پرتغال
- دانشگاه کاتولیک پرتغال، لیسبون

پورتوریکو
- دانشگاه کاتولیک پاپی پورتوریکو، پونس

اسپانیا
- دانشگاه پاپی کومیلاس، مادرید
- دانشگاه پاپی سالامانکا، سالامانکا و مادرید
- دانشگاه ناوارا، پامپلونا

اوکراین
- مؤسسه عالی علوم دینی سنت توماس آکویناس، کیف

انگلستان
- کالج Mater Ecclesiae، دانشگاه سنت مری، توییکنهام، لندن؛ از سال 2019.[۷]

ایالات متحده
- دانشگاه کاتولیک آمریکا، واشینگتن، دی سی

اروگوئه
- دانشگاه کاتولیکا دل اروگوئه داماسو آنتونیو لارناگا، مونته ویدئو

### دانشگاه‌های پاپی سابق
- دانشگاه هایدلبرگ، هایدلبرگ، آلمان، تا زمان اصلاحات آلمان
- کالج هیتروپ، دانشگاه لندن؛ مؤسسه بلارمین، لندن، بریتانیا.
- Lund Studium Generale، لوند، سوئد، تا زمان اصلاحات دانمارکی[۸]
- دانشگاه سلطنتی و پاپی کوردوبا، کوردوبا، آرژانتین، تا سال ۱۸۵۶، در زمان ریاست جوستو خوزه د اورکیزا
- دانشگاه سلطنتی و پاپی مکزیک، مکزیکو سیتی، مکزیک، تا جنگ استقلال مکزیک
- دانشگاه ساپینزا رم، رم، ایتالیا، تا زمان اعلام پادشاهی ایتالیا در سال ۱۸۷۰.
- Universidad Católica de Santo Tomás de Villanueva، هاوانا، کوبا، تا سال ۱۹۶۱، پس از انقلاب کوبا
- دانشگاه سن ایگناسیو، مانیل، فیلیپین، تا سال ۱۷۶۸، پس از اخراج یسوعیان
- دانشگاه سانتو توماس د آکوینو، سانتو دومینگو، جمهوری دومینیکن (در آن زمان در هائیتی)، تا سال ۱۸۲۳، در طول اتحاد هیسپانیولا
- دانشگاه آبردین، آبردین قدیم، اسکاتلند، تا زمان اصلاحات اسکاتلند
- دانشگاه کمبریج، کمبریج، انگلستان، تا زمان اصلاحات انگلیسی
- دانشگاه کلن، کلن، آلمان، تا جنگ‌های انقلاب فرانسه
- دانشگاه کپنهاگ، کپنهاگ، دانمارک، تا زمان اصلاحات دانمارکی
- دانشگاه ارفورت، تا زمان اصلاحات آلمان
- دانشگاه فرایبورگ، تا زمان سرکوب جامعه عیسی
- دانشگاه گلاسکو، گلاسکو، اسکاتلند، تا زمان اصلاحات اسکاتلند
- دانشگاه گریفسوالد، گریفسوالد، آلمان، تا زمان اصلاحات آلمان
- دانشگاه لایپزیگ، لایپزیگ، آلمان، تا زمان اصلاحات آلمان
- دانشگاه ماینز، تا جنگ‌های انقلاب فرانسه
- دانشگاه آکسفورد، آکسفورد، انگلستان، تا زمان اصلاحات انگلیسی
- دانشگاه پاریس، پاریس، فرانسه، تا انقلاب فرانسه
- دانشگاه روستوک، روستوک، آلمان، تا زمان اصلاحات آلمان
- دانشگاه سنت اندروز ، سنت اندروز، اسکاتلند، تا زمان اصلاحات اسکاتلند
- دانشگاه سن مارکوس، لیما، پرو، تا جنگ استقلال پرو
- دانشگاه توبینگن، تا زمان اصلاحات آلمان
- دانشگاه ویتنبرگ، تا زمان اصلاحات آلمان
- دانشگاه وورزبورگ، وورزبورگ، آلمان، تا جنگ‌های ناپلئونی
- دانشگاه اوپسالا، اوپسالا، سوئد، تا زمان اصلاحات سوئدی
- مؤسسه الهیات و فلسفه Milltown، دوبلین، ایرلند. آتنیوم پاپی (۱۹۶۸–۲۰۱۵)

## دانشکده‌های پاپی
- دانشکده الهیات و مطالعات دینی، دانشگاه کاتولیک آمریکا، واشینگتن، دی سی[۹]
- دانشکده الهیات، دانشگاه خصوصی کاتولیک-الهیاتی لینز، لینز
- Facoltà di Teologia di Lugano, Lugano[۱۰]
- دانشکده الهیات ماریانوم، رم
- دانشکده پاپی در دانشگاه سنت مری لیک (حوزه علمیه موندلین)، موندلین، IL
- دانشکده پاپی لقاح پاک (PFIC)، خانه مطالعات دومینیکن، واشینگتن، دی سی
- دانشکده الهیات واداباکتی پاپی، دانشگاه ساناتا دارما، یوگیاکارتا

## دانشکده‌های کلیسایی
- دانشکده الهیات لویولا، دانشگاه آتنئو دی مانیل، مانیل، فیلیپین[۱۱]
- مؤسسه کاتولیک سیدنی، سیدنی، استرالیا
- دانشکده حقوق کانون، دانشگاه کاتولیک آمریکا[۱۲]
- دانشکده الهیات یسوعیان در آفریقا و ماداگاسکار (FTJAM)، کالج دانشگاه هکیما، نایروبی، کنیا